# Зона 5 (район Милана)
Зона 5 — одна из девяти зон (городских районов) Милана.

## Внутреннее деление
Зона включает в себя следующие кварталы: Basmetto, Cantalupa, Case Nuove, Chiaravalle, Chiesa Rossa, Conca Fallata, Fatima, Gratosoglio, Le Terrazze, Macconago, Missaglia, Morivione, Porta Lodovica, Porta Vigentina, Quintosole, Ronchetto delle Rane, San Gottardo, Selvanesco, Stadera, Torretta, Vaiano Valle и Vigentino.

## Достопримечательности
- Аббатство Кьяравалле

### Парки
- Парк Алессандрины Равицца[итал.]
- Сельскохозяйственный парк Тичинелло[итал.]
- Парк ex OM[итал.]
- Парк Баравалле[итал.]

## Транспорт
Станции Миланского метро:
- Линия M2: Abbiategrasso.